# Smile Like You Mean It
«Smile Like You Mean It» — четвёртый и последний сингл американской инди-рок группы The Killers с альбома Hot Fuss. Он был написан вокалистом Брендоном Флауэрсом и бас-гитаристом Марком Стормером. Они утверждают, что песня была написана всего за 8 минут. Композиция выпускалась ещё до выхода Hot Fuss, как B-side к оригинальному изданию сингла Mr. Brightside
В чартах композиция имела небольшой успех. Billboard заявил: 

«Песня о смирении старения и взросления, но в целом довольно оптимистичная»
 В Великобритании композиция заняла 91 место на Absolute Radio в чарте 100 лучших песен десятилетия.
Неоднократно на песню исполнялись каверы. Ярким примером является исполнение фолк рок музыканта Дэвида Грэя на BBC’s Radio 1.
Песня была выпущена в виде загружаемого трека для музыкальной игры Rock Band 25 ноября 2008 года.

## Список композиций

### Великобританский CD
1. «Smile Like You Mean It»
2. «Get Trashed»

### Великобританская грампластинка 12"
1. «Smile Like You Mean It (Ruff & Jam Eastside Mix)»
2. «Mr Brightside (Jacques Lu Cont's Thin White Duke Dub Mix)»

### Великобританский Digital Single
1. «Smile Like You Mean It (Fischerspooner Remix)»
2. «Smile Like You Mean It (Zip Remix)»

### Австралийский CD
1. «Smile Like You Mean It»
2. «Change Your Mind»
3. «Mr Brightside» (The Lindbergh Palace Radio Remix)

## Чарты

### Еженедельные чарты
| Чарты (2005)                        | Высшая позиция |
| ----------------------------------- | -------------- |
| Австралия (ARIA)                    | 47             |
| Ирландия (IRMA)                     | 20             |
| Великобритания (OCC UK Singles)     | 11             |
| США (Billboard Alternative Airplay) | 15             |

### Годовые чарты
| Чарты (2005)     | Позиция |
| ---------------- | ------- |
| UK Singles (OCC) | 221     |